# Juan Luis Vives

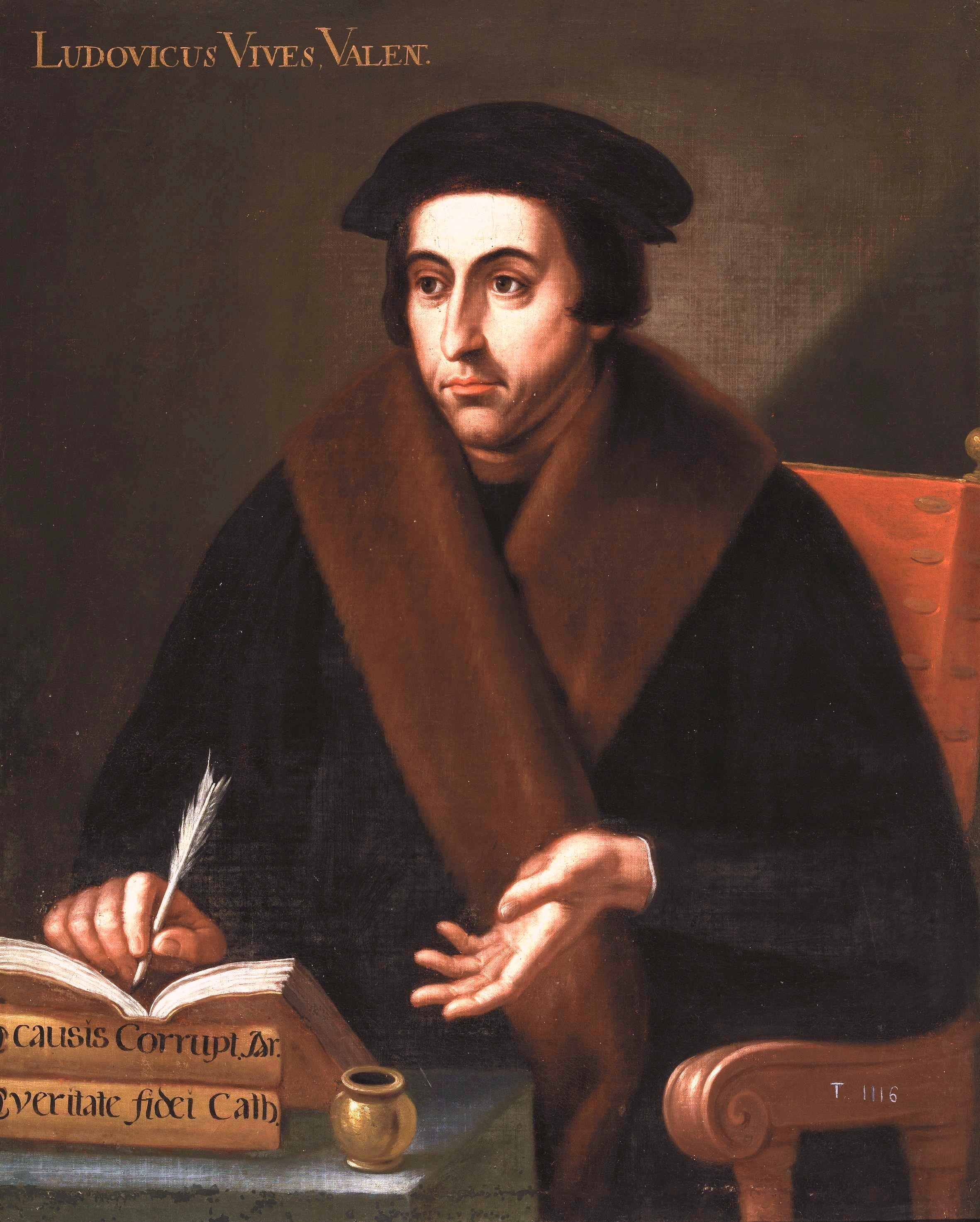
Juan Luis Vives. Darunter die Unterschrift

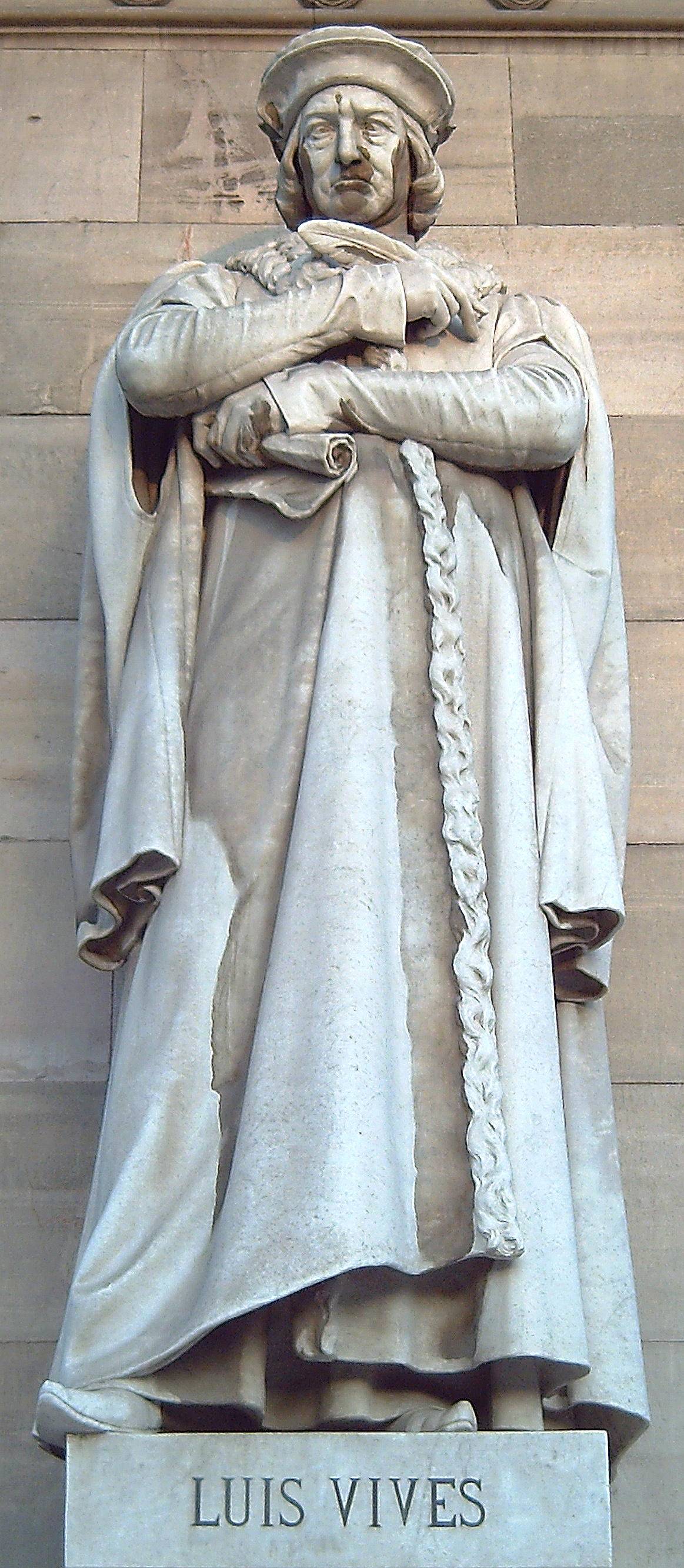
Juan Luis Vives (Statue in Madrid, P. Carbonell).

Juan Luis Vives (valencianisch und katalanisch Joan Lluís Vives, deutsch Johannes Ludwig Vives, lateinisch Ioannes Lodovicus Vives; * 6. März 1492 in Valencia; † 6. Mai 1540 in Brügge) war ein spanischer Humanist, Philosoph und Lehrer.

## Leben
Vives’ Eltern waren zwangsgetaufte Juden. Der Vater wurde durch die spanische Inquisition auf dem Scheiterhaufen verbrannt. Die Gebeine der Mutter wurden 24 Jahre nach ihrem Tod aus dem christlichen Friedhof wieder ausgegraben und nachträglich nach einem Autodafé verbrannt. Als Kind von Marranen erlitt der Humanist, Europäer und Sozialreformer ein trauriges Schicksal im Schatten der spanischen Inquisition.
Vives studierte von 1509 bis 1512 Philosophie und Theologie an der Sorbonne in Paris, wo er mit den Gedanken des Humanismus in Kontakt kam. 1512 zog er von Paris nach Brügge, wo er die Tochter einer spanischen Kaufmannsfamilie unterrichtete, die er 1524 heiratete. Ab 1516 hielt sich Vives hauptsächlich in Leuven (Löwen) auf, wo er schließlich eine Lehrerlaubnis an der Universität erhielt. In dieser Zeit lernte er Erasmus von Rotterdam kennen, den er sehr bewunderte und dessen Bekanntschaft für ihn die vollständige Hinwendung zum Humanismus bedeutete. Mit seiner Hilfe erstellte er einen umfangreichen Kommentar zu Augustinus’ De civitate Dei. Das Werk wurde 1522 veröffentlicht.
Während seines bis 1523 andauernden Aufenthaltes in Löwen verfasste er bereits mehrere Schriften, in denen er sich gegen die Scholastik und den mit Aristoteles verbundenen Autoritätsglauben aussprach, während er selbst verstärkte Forschung mit neuen, eigenen Experimenten forderte. Doch aufgrund der im Mittelalter vorherrschenden Meinung, Aristoteles hätte bereits das gesamte Wissen zusammengetragen, waren Experimente damals verpönt und Vives erregte mit seinen Ansichten Anstoß.
1523 wurde er von dem englischen Kardinal Thomas Wolsey zu einem Besuch auf der Insel aufgefordert. Vives wurde an den englischen Hof gerufen, wo er die Tochter von Heinrich VIII., spätere Königin Maria I., unterrichtete. Für sie arbeitete er den Studienplan De ratione studii puerilis epistolae duae (1523) aus. Vives genoss hohes Ansehen und wurde von Heinrich VIII. als hervorragender Humanist gefördert. Er residierte am Corpus Christi College in Oxford, wo er seinen Doktor der Rechtswissenschaften machte und Philosophie- und Griechisch-Vorlesungen hielt. Der Aufenthalt in England wurde nur von kurzen Besuchen in Brügge zum Zwecke seiner Heirat mit Margarete Valdaura, 1524, unterbrochen, wobei seine Frau jedoch in Brügge wohnen blieb.
In den Folgejahren versuchte Vives, die Politik Heinrichs VIII. zu beeinflussen. So verurteilte er die blutigen Auseinandersetzungen zwischen den christlichen europäischen Nationen und machte auf die akute Gefahr durch die Türken in verschiedenen Briefen an die europäischen Monarchen sowie den Papst aufmerksam. Vives setzte besonders hohe Hoffnungen in Kaiser Karl V. („Habsburger Friedenskaiser“).
1527 kam es zum Zerwürfnis mit dem englischen König. Er verlor die königliche Protektion, nachdem er sich gegen die Scheidung des Königs von Katharina von Aragón ausgesprochen hatte, wobei er Partei für die verstoßene Ehefrau ergriff. Für sechs Wochen wurde er deswegen unter Hausarrest gestellt und anschließend des Landes verwiesen.
Nach Brügge zurückgekehrt lebte er dort, von Kaiser Karl V. durch eine kleine Rente unterstützt, bis zu seinem Tod, mit einer zwischenzeitlichen Flucht vor der Pest (nach Lille und Paris) sowie einer Beratertätigkeit bei der Herzogin von Nassau, 1537–39.
Er veröffentlichte zahlreiche Werke, die zumeist die herrschende Schulmeinung kritisierten. Das bedeutendste Werk dieser Zeit ist De causis corruptarum artium. Vives konnte sich den Ruf des Begründers der modernen Pädagogik erarbeiten. Sein pädagogisches Hauptwerk De tradendis disciplinis leitete den Fortschritt der Wissenschaften mit ein. Vives plädierte für Sachwissen, Erkenntnisse der Naturwissenschaften und Nutzbarmachung der Natur. Er forderte die Abschaffung veralteter Methoden im Erziehungs- und Lehrwesen und deklarierte sich damit eindeutig als Gegner der Scholastik, er trat für eine religiös-sittliche Verinnerlichung des Erziehungswesens ein. Vives bezeichnete die Wissenschaft in ihrem Fortschritt als eine Bestätigung des Christentums.
Des Weiteren setzte sich Vives als erster für das Recht der Frauen auf umfangreiche Erziehung und Bildung ein und verfasste Schriften über die Versorgung der Armen und der Bevölkerung durch den Staat. Das Lesen des Tristan oder von Bocaccio wollte er Frauen aber nicht gestatten. Sein 1526 erschienenes Werk De subventione pauperum – eine Fürsorgetheorie zur städtischen Armenpflege der frühen Neuzeit in zwei Bänden, dem Magistrat von Brügge gewidmet – nennt Peter Sloterdijk „das erste Traktat über Sozialpolitik in Europa“. Vives spricht sich darin dafür aus, dass Stadtregierungen die Armenfürsorge zentral organisieren und einen Einfluss auf zivilgesellschaftliche Armenhilfe ausüben und dass die Institutionen der Armenhilfe auf arme oder kriminelle Stadtbewohner disziplinierend einwirken. Sein Sozialprogramm umfasst unter anderem eine Ausweisung ortsfremder Bettler ebenso wie eine Erziehung zur Arbeit, eine Arbeitsvermittlung, einen Arbeitszwang für Arbeitsverweigerer und eine Versorgung nicht mehr Arbeitsfähiger. Neben der Barmherzigkeit und mitfühlenden Liebe seitens der Gebenden stellt er auch die Erziehung des Fürsorge-Erhaltenden in den Vordergrund.
Mit seinen Werken erregte der Humanist großes Aufsehen; bald erschienen Übersetzungen dazu.
Dem Gedanken der Reformation schloss sich Vives nicht an. Er lehnte eine Spaltung der Kirche strikt ab. Ziel müsse stattdessen die sachliche und friedliche Diskussion sein, besonders in Hinblick auf Zwistigkeiten zwischen (der Freiheit der) Wissenschaften und kirchlicher Macht. Er riet ab von jeder Form von Radikalität (wie z. B. jene der Inquisition).
Im Gegensatz zu dem, der Medizin bzw. vielen Ärzten mit Verachtung begegnenden Petrarca zu Beginn des Humanismus in Italien, schätzte Vives (in seiner Abhandlung De tradendis disciplinis) dieses Fach und ihre Vertreter ausgesprochen hoch ein.
Im 16. und 17. Jahrhundert gehörte Vives neben Erasmus von Rotterdam zu den meistgelesenen Autoren. Seine Popularität des größten spanischen Humanisten galt für die gesamte Neuzeit, danach sank das Interesse stark ab, um gegen Ende des 19. Jahrhunderts wieder anzusteigen.

## Die Hauptschriften von Juan Luis Vives zwischen 1519 und 1541
In pseudodialecticos (Löwen 1519)Eine frühe Abhandlung gegen die Dialektik der Scholastik des Mittelalters mit Gedanken zu neuen Formen der Kunst, Sprache und Philosophie
De civitate Dei divi Aurelii Augustinii (Löwen 1521)Die Heinrich VIII. gewidmeten Kommentare zu den Schriften des Kirchenvaters Aurelius Augustinus (354–430), die in einem mehrbändigen Werk die kirchlichen Missstände thematisieren. Es wurde auf Betreiben der Jesuiten nach Vives’ Tod auf den Index gesetzt.
De institutione feminae christianae (Oxford 1523)Die drei Bände, der Königin von England Catharina gewidmet, entfalten eine Erziehungslehre für Mädchen und Frauen.
De ratione studii puerilis (Oxford, London 1523)Zwei Unterrichtsbriefe mit den Grundzügen seiner späteren Pädagogik, wovon die erste Schrift der Tochter von Königin Catharina – Prinzessin Maria – gewidmet ist.
De subventione pauperum (Brügge 1526)Die erste Fürsorgetheorie zur städtischen Armenpflege der frühen Neuzeit in zwei Bänden.
De Europae dissidiis et bello turcio (Brügge 1526)Die Schrift beinhaltet Fragen und Probleme zum Frieden in Europa.
De concordia et discordia in humano genere und Liber de pacificatione (Brügge 1529)Die Karl V. gewidmete Schrift ruft zum Frieden in Europa auf und unterbreitet Vorschläge für ein Konzil über die Missstände der Kirche.
De disciplinis libri XII (Brügge 1531)Eine siebenbändige, berühmt gewordene, dem König von Portugal – Johann III. – gewidmete Kritik am Verfall der Wissenschaften und Vorschläge für deren Reformen.
De tradendis disciplinis (Brügge 1531)Eine fünfbändige Schrift pädagogischer Grundlehren und einer Beschreibung des idealen Gelehrten mit dem Titel de vita et moribus eruditi.
De causis corruptarum artium (1531)Schrift gegen Verfall der Künste (Grammatik, Dialektik, Rhetorik)
De ratione dicendi (Brügge 1532)In drei Bänden untersucht Vives die Funktionen der Redekunst als Vollendung der Sprache, der Künste und der Philosophie
Exercitatio linguae Latinae (Breda 1538)Ein dem Erbprinzen Philipp II. gewidmetes Standardwerk für den schulischen Lateinunterricht in Form von Dialogen. Dieses Buch wurde im 16. Jahrhundert fünfzehnmal aufgelegt und noch zum Ende des 19. Jahrhunderts für Lateinlehrer als brauchbar empfohlen.
De anima et vita libri tres (Brügge 1538)Drei Bände, die auf Aristoteles fußend die Grundzüge seiner psychologischen Grundlehren entfalten.
De veritate fidei christianae (Brügge 1541/1543?)Fünfbändiges Werk zur Verteidigung des Christentums, das erst nach Vives’ Tod erschienen ist.

## Ausgaben und Übersetzungen
- Gregorio Mayáns y Siscar veröffentlichte eine komplette Zusammenstellung seiner Werke (Opera omnia, Valencia 1782 ).
- Emilio Hidalgo-Serna (Hrsg.), Wilhelm Sendner (Übersetzer): Juan Luis Vives: Über die Gründe des Verfalls der Künste. De causis corruptarum artium (= Humanistische Bibliothek, Reihe 2, Band 28). Fink, München 1990, ISBN 3-7705-2602-3 (lateinischer Text nach der Ausgabe von 1785 und deutsche Übersetzung)
- Constant Matheeussen (Hrsg.): Ioannis Lodovici Vivis Valentini Praefatio in Leges Ciceronis et Aedes legum. Teubner, Leipzig 1984 (kritische Edition)
- Constant Matheeussen (Hrsg.): Selected Works of J. L. Vives. Brill, Leiden u. a. 1987 ff. (kritische Editionen mit englischer Übersetzung)
  - Band 1: Early Writings [1]. Hrsg. von Constant Matheeussen u. a. 1987, ISBN 90-04-07782-0
  - Band 2: Declamationes Sullanae. Teil 1: Introductory material, Declamations I and II. Hrsg. von Edward V. George. 1989, ISBN 90-04-08786-9
  - Band 3: De conscribendis epistolis. Hrsg. von Charles Fantazzi. 1989, ISBN 90-04-08896-2
  - Band 5: Early Writings 2. Hrsg. von Jozef IJsewijn, Angela Fritsen. 1991, ISBN 90-04-09223-4
  - Band 6: De institutione feminae Christianae. Liber primus. Hrsg. von Charles Fantazzi, Constant Matheeussen. 1996, ISBN 90-04-10659-6
  - Band 7: De institutione feminae Christianae. Liber secundus & liber tertius. Hrsg. von Charles Fantazzi, Constant Matheeussen. 1998, ISBN 90-04-11090-9
- Nikolaus Egel (Hrsg. u. Übersetzer): Gegen die Pseudodialektiker, lat.-dt., Meiner Verlag, Hamburg 2018, ISBN 978-3-7873-3528-2
- Ioannis Lodovici Vivis Von vnderweÿsung ayner Christlichen Frauwen/ Drey Bücher. Heinrich Steiner, Augsburg 1544, urn:nbn:de:bsz:180-digad-36193 (Latein: De institutione feminae Christianae. Antwerpen 1524. Übersetzt von Christoph Bruno).
- Ioannis Lodovici Vivis Von Gebirliche[m] Thun vnd Lassen aines Ehemanns. Heinrich Steiner, Augsburg 1544, urn:nbn:de:bsz:180-digad-36180 (Originaltitel: De officio mariti. Brügge 1529. Übersetzt von Christoph Bruno).
- Instruction of a Christan Woman (1523). In: Foster Watson (Hrsg.): Vives and the Renascence Education of Women. London 1912, S. 53.
- On the Duty of Husbands (1529). In: Foster Watson (Hrsg.): Vives and the Renascence Education of Women. London 1912, S. 202.